# Бериславське шосе (Херсон)
Бериславське шосе — шосе в Херсоні, розташоване в Дніпровському районі (в межі міста), тягнеться від проспекту Незалежності (або північної межі вул. Ладичука) за межі міста.

## Опис
Вперше «шлях від Херсона на Берислав» позначено на плані міста 1799 року. Починався він від Московських воріт Херсонської фортеці і в межах міста йшов паралельно до Дніпра. Судячи з планів 1833 та 1855 років цей шлях простягався в північно-східному напрямкові від нинішнього просп. Незалежності, а наприкінці XIX-початку XX ст.ст. брала початок від північно-східної межі Бериславської вулиці.

На даний момент довжина вулиці становить 7 км. 200 м. (до в'їзного знаку межі міста).

Бериславське шосе на сьогодні простягається від північної межі вул. Ладичука паралельно до лінії залізниці; в межах міста воно розташоване в Дніпровському районі.

## Будівлі
В житловій забудові домінують 9- та 12-14-поверхові будівлі; між будинками — дитячі майданчики, ділянки зелених насаджень.
1981 року тут розташувався головний корпус індустріального інституту (створений на базі філії Одеського технологічного інституту, відкритого в Херсоні 1963 року), який готував кадри для підприємств легкої промисловості (сьогодні — ХНТУ).

На шосе знаходиться Південно-Українська державна зональна станція, де відбуваються випробування сільськогосподарської техніки; Інститут зрошуваного землеробства НААН (ІЗЗ НААН), який на базі зрошувальних систем півдня України проводить дослідження з розробки та впровадження прогресивних методів поливу сільськогосподарських культур. На території інституту 1965 року було закладено дендропарк, в якому вирощується понад 130 видів дерев та чагарників. Рішенням Херсонського облвиконкому від 04.12.1975 року № 651/24 Дендропарку УкрНДІЗЗ (одна з попередніх назв інституту) було надано статус «Парк — пам'ятка садово-паркового мистецтва місцевого значення».